# Scalare (matematica)
In matematica, uno scalare è un elemento di un campo che è stato usato per definire uno spazio vettoriale. Una quantità descritta da molti scalari è detta vettore.
In algebra lineare, i numeri reali o altri elementi di un campo sono chiamati scalari e sono correlati ai vettori in uno spazio vettoriale tramite l'operazione della moltiplicazione per scalare, in cui un vettore può essere moltiplicato per un numero per produrre un altro vettore. Più in generale, uno spazio vettoriale può essere definito usando un campo qualsiasi, come quelli dei numeri complessi, non necessariamente dei numeri reali. Pertanto gli scalari di quello spazio vettoriale saranno gli elementi del campo associato.
Un'operazione di prodotto scalare - da non confondere con la moltiplicazione per scalare – può essere definita su uno spazio vettoriale, consentendo di moltiplicare due vettori nel modo definito per produrre uno scalare. Uno spazio vettoriale dotato di un prodotto scalare è chiamato spazio prehilbertiano.
La componente reale di un quaternione è anche chiamata la sua parte scalare.
Il termine "scalare" è talvolta usato anche in modo informale per indicare un vettore, una matrice, un tensore o un altro, solitamente, valore "composto" che viene effettivamente ridotto a un singolo componente. Così, ad esempio, il prodotto di una matrice 1 × n e una matrice n × 1, che è formalmente un 1 × 1 matrice, si dice spesso che sia uno scalare. Talvolta si utilizza anche il termine "matrice scalare" per indicare una matrice diagonale che è multiplo della matrice identità.

## Etimologia
La parola scalare deriva dalla parola latina scalaris, forma aggettivata di scala (dal latino "scala"), da cui deriva anche la parola inglese scale. Il primo uso documentato della parola "scalare" in matematica si trova in Analytic Art di François Viète (In artem analyticem isagoge) (1591):
Secondo una citazione nell'Oxford English Dictionary, il primo uso registrato del termine "scalare" in inglese arrivò con William Rowan Hamilton nel 1846, riferendosi alla parte reale di un quaternione:

## Definizioni e proprietà

Gli scalari sono numeri reali utilizzati nell'algebra lineare, al contrario dei vettori. Questa immagine mostra un vettore euclideo. Le sue coordinate x e y sono scalari, così come la sua lunghezza, ma v non è uno scalare.

### Scalari di spazi vettoriali
Uno spazio vettoriale è definito come un insieme di vettori (gruppo abeliano additivo), un insieme di scalari (campo) e un'operazione di moltiplicazione per scalare che porta uno scalare {\displaystyle k} e un vettore {\displaystyle \mathbf {v} } a un altro vettore {\displaystyle k\mathbf {v} }. Ad esempio, in uno spazio di coordinate, la moltiplicazione scalare {\displaystyle k(v_{1},v_{2},\dots ,v_{n})} porta a {\displaystyle (kv_{1},kv_{2},\dots ,kv_{n})}. In uno spazio funzionale (lineare), {\displaystyle kf} è la funzione {\displaystyle x\mapsto k(f(x))}.
Gli scalari possono essere presi da qualsiasi campo, inclusi i numeri razionali, algebrici, reali e complessi, nonché i campi finiti.

### Scalari come componenti vettoriali
Secondo un teorema fondamentale dell'algebra lineare, ogni spazio vettoriale ha una base. Ne segue che ogni spazio vettoriale su un campo K è isomorfo al corrispondente spazio vettoriale di coordinate dove ogni coordinata è costituita da elementi di K (ad esempio, coordinate {\displaystyle (a_{1},a_{2},\dots ,a_{n})} dove {\displaystyle a_{i}\in K} e n è la dimensione dello spazio vettoriale considerato). Ad esempio, ogni spazio vettoriale reale di dimensione n è isomorfo allo spazio reale n-dimensionale Rn.

### Scalari in spazi vettoriali normati
In alternativa, uno spazio vettoriale V può essere dotato di una funzione norma che assegni ad ogni vettore {\displaystyle \mathbf {v} } lo scalare {\displaystyle \|\mathbf {v} \|}. Per definizione, moltiplicando {\displaystyle \mathbf {v} } per uno scalare {\displaystyle k} moltiplica anche la sua norma per {\displaystyle |k|}. Se {\displaystyle \|\mathbf {v} \|} viene interpretato come la lunghezza di v, questa operazione può essere descritta come scalare la lunghezza di v per k. Uno spazio vettoriale dotato di norma è detto spazio vettoriale normato (o spazio lineare normato).
La norma viene solitamente definita come un elemento del campo scalare K associato a V, che limita quest'ultimo ai campi che supportano la nozione di segno. Inoltre, se V ha dimensione 2 o più, K deve essere chiuso sotto radice quadrata, così come le quattro operazioni aritmetiche; quindi i numeri razionali Q sono esclusi, ma il campo surd è accettabile. Per questo motivo, non ogni spazio prodotto scalare è uno spazio vettoriale normato.

### Scalari nei moduli
Quando si rilassa il requisito che l'insieme degli scalari sia un campo, richiedendo che sia semplicemente un anello (così che, ad esempio, non è necessario definire la divisione degli scalari, o gli scalari non devono essere commutativi), la struttura algebrica risultante più generale è detta modulo.
In questo caso gli "scalari" possono essere oggetti complicati. Ad esempio, se R è un anello, i vettori dello spazio prodotto Rn possono essere trasformati in un modulo con le matrici n × n con entrate da R come scalari. Un altro esempio viene dalla teoria delle varietà, dove lo spazio delle sezioni del fibrato tangente forma un modulo sull'algebra delle funzioni reali sulla varietà.